# Відензаль
Відензаль (нім. Wiedensahl) — громада в Німеччині, розташована в землі Нижня Саксонія. Входить до складу району Шаумбург. Складова частина об'єднання громад Нідернверен.
Площа — 11,7 км2. Населення становить 931 ос. (станом на 31 грудня 2021).

## Галерея

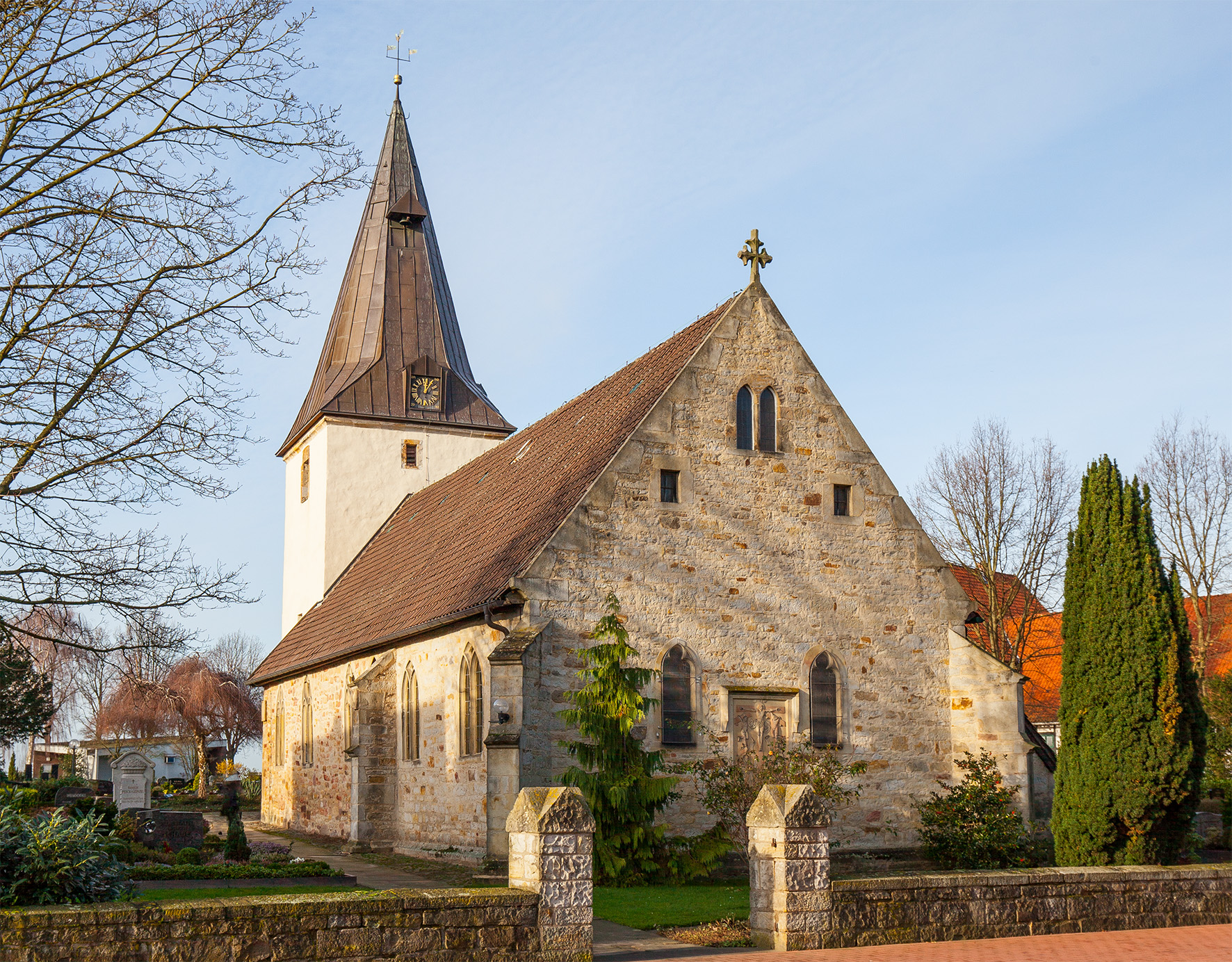